# Асоціація справедливості (Японська імперія)
Косейкай (яп. 公正会, досл. «Асоціація справедливості»)  другорядна японська політична партія що діяла в Японській імперії на початку двадцятого століття.

## Історія
Японська політична партія «Асоціація справедливості» була заснована в грудні 1916 року 36 членами парламенту Японської імперії як злиття групи незалежних депутатів і рештою членів «Клубу Kōyū», які не приєдналися до нової політичної партії »Kenseikai», яка була заснована у вересні. Проте вже наступного місяця 1917 року «Асоціація справедливості» була розпущена, і кілька його членів були серед засновників політичної партії «Ishinkai» після виборів у квітні 1917 року.